# Urbanus (usurpateur)
Pour les articles homonymes, voir Urbanus (homonymie).
Urbanus (mort v. 271) était un usurpateur romain.

## Biographie
Urbanus a monté une révolte dans les débuts du règne d'Aurélien. D'après Zosime (1,49,2), il a vite été vaincu. Il est toutefois possible que cet usurpateur n'ait jamais existé.

## Sources
- Urbanus, s.v. « Aurélien » sur le site De Imperatoribus Romanis